# Luyères
Luyères és un municipi francès situat al departament de l'Aube i a la regió del Gran Est. L'any 2007 tenia 441 habitants.

## Demografia

### Població
El 2007 la població de fet de Luyères era de 441 persones. Hi havia 154 famílies de les quals 28 eren unipersonals (16 homes vivint sols i 12 dones vivint soles), 53 parelles sense fills, 69 parelles amb fills i 4 famílies monoparentals amb fills.
La població ha evolucionat segons el següent gràfic:
Habitants censats

### Habitatges
El 2007 hi havia 170 habitatges, 164 eren l'habitatge principal de la família, 3 eren segones residències i 3 estaven desocupats. 168 eren cases i 2 eren apartaments. Dels 164 habitatges principals, 150 estaven ocupats pels seus propietaris, 10 estaven llogats i ocupats pels llogaters i 4 estaven cedits a títol gratuït; 2 tenien dues cambres, 13 en tenien tres, 43 en tenien quatre i 106 en tenien cinc o més. 154 habitatges disposaven pel capbaix d'una plaça de pàrquing. A 57 habitatges hi havia un automòbil i a 100 n'hi havia dos o més.

### Piràmide de població
La piràmide de població per edats i sexe el 2009 era:
| Homes | Edats   | Dones |
| ----- | ------- | ----- |
| 0     | 95 o +  | 0     |
| 0     | 90 a 94 | 0     |
| 0     | 85 a 89 | 8     |
| 0     | 80 a 84 | 0     |
| 0     | 75 a 79 | 4     |
| 4     | 70 a 74 | 8     |
| 4     | 65 a 69 | 0     |
| 16    | 60 a 64 | 12    |
| 16    | 55 a 59 | 20    |
| 36    | 50 a 54 | 40    |
| 16    | 45 a 49 | 4     |
| 8     | 40 a 44 | 8     |
| 16    | 35 a 39 | 20    |
| 8     | 30 a 34 | 8     |
| 12    | 25 a 29 | 0     |
| 8     | 20 a 24 | 12    |
| 28    | 15 a 19 | 12    |
| 12    | 10 a 14 | 20    |
| 4     | 5 a 9   | 8     |
| 12    | 0 a 4   | 4     |

## Economia
El 2007 la població en edat de treballar era de 288 persones, 223 eren actives i 65 eren inactives. De les 223 persones actives 198 estaven ocupades (108 homes i 90 dones) i 25 estaven aturades (8 homes i 17 dones). De les 65 persones inactives 38 estaven jubilades, 16 estaven estudiant i 11 estaven classificades com a «altres inactius».

### Ingressos
El 2009 a Luyères hi havia 163 unitats fiscals que integraven 444 persones, la mediana anual d'ingressos fiscals per persona era de 19.565 €.

### Activitats econòmiques
Dels 11 establiments que hi havia el 2007, 2 eren d'empreses extractives, 2 d'empreses de construcció, 2 d'empreses de comerç i reparació d'automòbils, 1 d'una empresa de transport, 2 d'empreses d'hostatgeria i restauració i 2 d'empreses de serveis.
Dels 3 establiments de servei als particulars que hi havia el 2009, 1 era un guixaire pintor i 2 restaurants.
L'any 2000 a Luyères hi havia 11 explotacions agrícoles que ocupaven un total de 1.096 hectàrees.

## Equipaments sanitaris i escolars
El 2009 hi havia 1 escola maternal i 1 escola elemental.

## Poblacions més properes
El següent diagrama mostra les poblacions més properes.